# عائلة منطقية

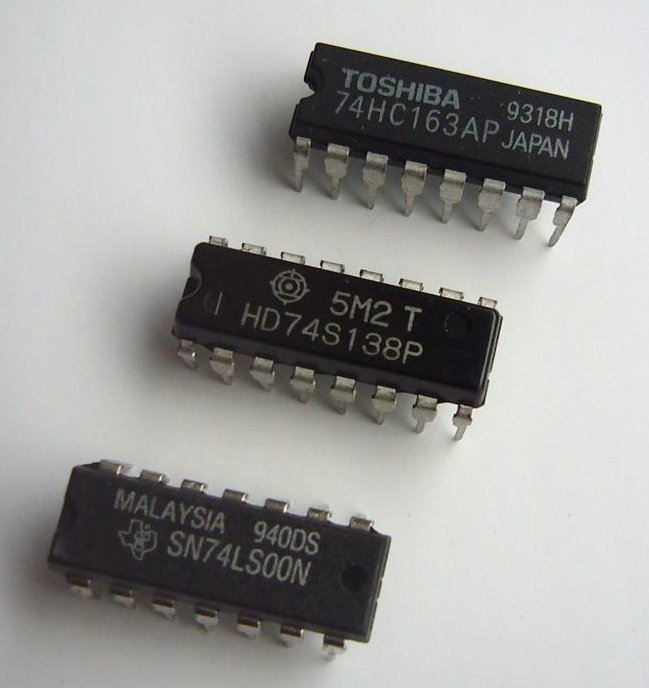

الدارات المنطقية يمكن تصنيفها إلى عدة عائلات اعتمادا على التقنية التي تصنع بها وعلى خواصها وأهم ما هو في هذا التصنيف هو العناصر الألكترونية التي تشكل كل عائلة من هذه العائلات، وقبل الانتشار الواسع لتقنيات العائلات المنطقية المعروفة عندنا كان هنا كالكثير من التقنيات التي انتشرت بشكل واسع قبل ظهور العائلات المنطقية مثل الأنابيب المفرغة حيث كانت تستخدم في المنظومات الصناعية بشكل واسع إلى ان ظهررت العائلات المنطقية واحدثت الثورة الكبرى في المجالا ت التقنية كافة.
وسنأتي الآن بالذكر عليها واحدة تلو الأخرى:
أ‌-منطق الديود DL:
ب‌-منطق مقاومة_ ترانزستور RTL
ت‌-منطق ديود_ ترانزستور DTL
ث‌-منطق ترانزستور ترانزستور TTL
ج‌-منطق العتبة العليا HTL
ح‌-منطق الإدخال المتكامل I2L
خ‌-منطق الباعث المقرن (أو «ربط الباعث») ECL
د‌-منطق MOS
1-منطق ال (PMOS)
2-منطق ال (NMOS)
ذ‌-منطق CMOS
ر‌-منطق المقحل المتكامل (COMPLEMENTARY TRANSISTOR LOGICCTL)
ز‌-منطق المقحل المزدوج الاتجاه (DIRICT) (CTL)
س‌-عائلة ال (COMOS)احادي القطبية المتكامل (BICMOS)
ش‌-منطق مقاومة_ مكثفة (RCTL)

## منطق المقحل-مقحل (TTL- Transistor Transistor Logic)
مقدمة:
-كانت هناك أسباب شتى ادت إلى الحاجة إلى البحث عن هذه العائلة ومن هذه الأسباب هي بطئ عمل
الدارات الرقمية المستخدمة للمقاحل ثنائية القطبية العادية
وطول الفترة الزمنية نسبيا اللازمة لانتقال هذه المقاحل من وضعية الإشباع إلى القطع لذا يصنع
نوع خاص من المقاحل مقابل كلفة اضافية يسمى بترانزستور شوتكي (Shottky)وهذه
المقاحل لا تصل إلى الإشباع أثناء عملها مما يسمح بالحصول على سرعات عمل أكبر
يمكن تحسين سرعة عمل الدارات الألكترونية بشكل عام على حساب الطاقة المستهلكة لأن زيادة الطاقة
تؤمن تيارات عالية وتسمح بشحن وتفريغ السعات الضائعة بسرعة ز كما تسمح بفتح وإغلاق الترانزستورات
بسرعة أكبر، ولمعرفة هل الزيادة في الطاقة يقابلها تحسين في السرعة مناسب يستخدم جداء السرعة
الأستطاعة الذي يحسب بضرب قيمة التأخير في الانتشار بالاستطاعة المبددة في البوابة.
-ان العلاقة بين الطاقة والسرعة وإمكانية تصنيع مقاحل عادية أو من نوع شوكي سمحت بتصنيع
يوجد خمسة طرازات من ال TTL وهي:
| - الطراز - النوع - زمن تأخير الانتشار | - استهلاك الطاقة - جداء السرعة بالأسطاعة |

```
543/74LS	 شوتكي منخفض الطاقة	9.5	2	19
```

```
54L/74L عادي منخفض الطاقة 33	1	33
```

```
54S/ 74 شوتكي عادي الطاقة	3	19	57
```

```
74 / 54 	 عادي عادي الطاقة	 10	10	100
```

```
54H/74H	 عادي عالي الطاقة 	6	22	132		
```

وإذا أردنا تصنيف لعائلاتها المتطورة عنها نجد:
1-العائلة القياسية (S-TTL)
2-العائلة ذات القدرة النخفضة (LP-TTL)
3-العائلة ذات السرعة العالية (HS-TTL)
4-العائلة (SH_C_TTL)
5-عائلة شوتكي ذات القدرة المنخفضة LPSHOTTKY
ولمعرفة المزيد عن TTL

## منطق الRTL
وهي عائلة مقاومة _مقحل المبسطة وقد طور هذا المنتج من قبل شركتي مينوتيمان
وابولو لكن هذا المنتج لم يكن متاحا للعامة في بداياته.
وبعده تم تطوير العائلة لتصبح (RCTL) والتي منحت المنتج سرعة أعلى ولكن
مقاومة اقل للضجيج من ال (RTL) وهذا كان من إنتاج شركة تكساس ورقم منتجها المتسلسل (51XX)ويمكن
القول ان البوابة (NOR) هي البوابة الرئيسية في هذه العائلة ومن مساوئ هذه العائلة هو الفرق
الجهدي الحاصل بين الحالين المنطقيتين مما يجعلها تسبب الكثير من الضوضاء نسبيا.
لمزيد منالمعلومات عن الRTL

## منطق DTL
ان أول إصدار لهذه العائلة كان من عائلة ديود_ترانزستور من الدارات المتكاملة كان من إنتاج
شركة سكنيتيسيس عام 1962.ومن أهم ميزات هذه الدارة هو توافقها مع دارات ال (TTL) لذا من المكن
استخدامها معها في نفس الدارات المتكاملة.
لمزيد من المعلومات عن الDTL

## منطق الHTL
وهو أحد إصدارات الDTL متضمنا الديود زينر لتشكيل أوضاع أكثر معدلة بين (1و0)المنطقيين هذا
الجهاز دوما يعمل مع تغذية قدرها 15 فولطوالتي تتواجد في أنظمة التحكم الصناعي حيث يتطلب تمييز
عالي بين الأوضاع المنطقية للتقليل من الضجيج المحدث.

## منطق الHC
بسبب عدم التوافق بين السلسة (CD4000) مع شرائح متعددة منTTL ، تم تصنيع منتج جديد متوافق بشكل
أفضل مع عوائ الTTL وكان تعرف ب (74HC) (HIGH PERFORMANCE SILICON GATE)
وقد استخدمت ال74LS مع
تقنيات CMOS مختلفة داخل الرقاقة ولم يكن ممكن استخدامهما سوية في الأجهزة التي تتغذى بطاقة
3.3Vومنتجات ال5V.

## منطق الBICMOS
لقد طرأ تحين رئيسي على تصنيع الCMOS من جهة الدخل وعلى تقنيات الTTL ليتم إصدار المنتج
الجديد الذي احدث ثورة دعى بال BICMOS LOGIC والذي منه تطورت تقنيات مثل LVT & ALVTالعائلات.
ان عائلة الBICMOS عندها الكثير من العناصر التابعة لها مثل ABT LOGIC ، وأيضا ALB وغيرها
مثل BCT.

## عائلة المنطق (MOS)
إن الترانزستور (MOS (metal oxide semiconduler يصنع بطريقتين:
لأولى تسمح بمرور التيار في المقحل بواسطة الشحنات الكهربائية السالبة
```
(n)(ترانزستور mos بقناة n)
```

اما الثانية فتسمح بمرور التيار في المقحل بواسطة الشحنات الكهربائية الموجبة (p)
```
(ترانزستور mos بقنات (p)
```

وهي تتألف من ثلاث مساري أو أقطاب:
1-المنبع (source)(S): وهو القطب الذي تدخل منه حوامل الشحنة الأكثرية.
2- المصرف (drian)(D): هو القطب الذي تغادر منه حوامل الشحنة الأكثرية.
3-البوابة (gate)(G): هو قطب التحكم بالتيار المار،
أما المنطقة الواصلة بين قطبي المنبع والمصرف تسمى القناة (CHANNAL) وتصنع هذه الترانزستورات
من مادة السيليكون أو مادة زرنيخ الغاليوم.
وبما أن هذا النوع من المقاحل يشغل حيزا صغيرا جدا من الشريحة السيليكوني فهو يعتبر ملائم
جدا للاستخدام في التجميع العالي المستوى العالي جدا، تستخدم المقاحل mos
بقنات (n)أو (p)في تصنيع ما يسمى بعائلة ال (mos) وهذه العائلة غير مناسبة لتصنيع
دارات (ssi)و (msi)
بسبب خواصها الكهربائية لكنها ملائمة جدا لتصنبع دارات ال (LSI)و (VLSI).

## عائلة المنطق (CMOS)
تحوي هذه العائلة على مقاحل (MOS) بقناة (n) و (p) على نفس الشريحة وتستخدم في دارات
ال (LSI) و (SSI)و (MSI) ولكن عيب هذه العائلة هو بطؤها النسبي عدم قدرتها على إعطاء تيار كاف
على مخرجها للتحكم بنوع آخر (فقط يمكن التحكم بدارات ال (CMOS)لذا لاتستخدم دارات ال CMOS من
النوع SSI ،MSI في كثير من التطبيقات العامة
ومن أهم ميزات هذه العائلة (CMOS) وعائلة ال (MOS) هو عدم استخدام المقاومات على الشريحة
السيليكونية.وتتميز هذه العائلة
بإمكانية تغذية داراتها منجهد ما بين (5-15)فولط وبأن تيار الدخل اللازم لقيادة البوابة صغير
جدا ويساوي (PA1) أو اقل وبما ان قيمة تيار الخرج تساوي (ma1) فان قدرة التحميل لهذه
البوابات كبيرة جداومع ذلك لا يستفاد من هذه القدرة للحفاظ على سرعة البوابة. ومن الصفات
الهامة أيضا ان الطاقة المستهلكة من البوابة عندما خرج عند مستوى منطقي ثابت صغيرة جدا بحيث
يمكن اعتبارها مقاربة للصفر،
يبلغ هامش الضجيج لدارات الcmos (فولط) وذلك في حال تغذيتها ب (5 فولط) ويصبح هذا الهامش
أكبر عند تغذيتها بجهد أكبر،
عندما تستخدم بوابات TTL لقيادة بوابات الCMOS لست هناك مشكلة في تأمين التيار الكافي لقيادة
عدة بوابات CMOS لكن جهد الخرج (Vo)
لبوابة الTTL لن يكون كافيا بالرغم من تغذية العائلتين بنفس الجهد (5فولط)لذا يجب لتأمين الجهد
الكافي لبوابات الCMOS وصل مقاومة ما بين القطب الموجب لهد التغذية (5فولط) ومخرج بوابة
الTTL.
وعندما تستخدم بوابات ال CMOS لقيادة بوابات TTL فإن المشكلة لست في الجهد الذي تعطيه بوابة
ال CMOS والذي مناسبا لبوبات الTTL وانم في التيار الذي يمكن ان يعطيه مخرج بوابة الCMOS
لذلك يجب استخدام بوبات عزل مناسبة بين البوابة القائدة والمقادة للتغلب على هذه المشكلة.
لمزيد من المعلومات عن الCMOS

## عائلة منطق ربط الباعث ECL - Emitter Coupled Transistor
أولى العائلات التي استخدمت في الدارات المتكاملة كانت عائلة منطق ربط الباعث وقد أنتجت منقبل
شركة موتورلا عام 1962م
-تعمل دارات العائلة ECL بجهد تغذية ساب (-5.2V) لذا تساوي المستويات المنطقية في هذه العائلة
قيما سالبة (-0.75V)و (-1.6V) تقريباكما أن قدرة التحميل تساوي 25 وهامش الضجيج (0.3V).
تتميز هذه العائلة بسعتها العالية، وتحوي على عدة طرازات أكثرها انتشارا الطراز (10000) المتميز
بزمن تأخير الأنتشار (2NS) وطاقة تبديدها المنخفضة للبوابة الواحدة.ويوجد طراز
آخر هو (ECL 11) المتميز بزمن تأخيره (2NS) والطراز (ECL 111) بزمن تأخير (1) NS
ولتسهيل عمل دارات الTTL مع دارات ECL تنتج الشركات المصنعة دارات ملائمة خاصة تتقبل
المستويات المنطقية الموجبة لبوابات ال TTLوتحولها إلى مستويات سالبة ملائمة لبوابات الECL أو
بالعكس.
لمزيد من المعلومات عن الECL